# Raigs T
Els raigs T són una forma de radiació electromagnètica d'alta freqüència. A l'espectre electromagnètic són situats a la zona de freqüències que va dels 300 gigahertzs (3 × 1011 Hz) als 3 terahertzs (3 × 1012 Hz), la seva longitud d'ona va d'un mil·límetre a 100 micròmetres. És a dir, aquest tipus de radiació és situada entre les microones i la radiació infraroja. Els raigs T tenen un gran poder de penetració, proper al dels raigs X i permeten veure a través de qualsevol cosa excepte els objectes carregats elèctricament, l'aigua i els metalls.

## Introducció
De la mateixa manera que les microones i la radiació infraroja, els raigs T acostumen a propagar-se en línia de mira (line of sight propagation en anglès). Els raigs T no són un tipus de radiació ionitzant i comparteix amb les microones la capacitat de penetrar molts tipus de materials no conductors. Podem passar a través de roba, paper, cartró, fusta, maçoneria, plàstic o ceràmica. També poden travessar la boira o els núvols però no ho poden fer amb els metalls i l'aigua.
L'atmosfera terrestre absorbeix la major part de la radiació T, això fa que el seu abast sigui força limitat, limitant també la seva utilització. La producció i la detecció d'una radiació T coherent va ser un desafiament tecnològic a la dècada del 1990

## Utilitzacions teòriques i en desenvolupament
- Obtenció d'imatges per a utilitzacions mèdiques:
  - Els raigs T és un tipus de radiació no ionitzant, i per tant, al contrari que els raigs X, no s'espera que causi danys als teixits o a l'ADN. Algunes freqüències de la radiació T pot penetrar diversos mil·límetres els teixits amb poc contingut d'aigua i reflectir-se, com per exemple en el cas del teixit adipós. Els raigs T també detecten diferències en la densitat i en el contingut d'aigua als teixits. aquest mètodes poden ajudar a la detecció de càncer als teixits epitelials amb mètodes menys invasius i dolorosos utilitzant imatges.
  - Algunes freqüències de la radiació T es poden utilitzar per a l'obtenció d'imatges tridimensionals de les dents que poden ser més precises i segures que les convencionals obtingudes amb els raigs X en odontologia.
- Seguretat:
  - La radiació T pot travessar la roba i el plàstic, per això es pot utilitzar en tasques de vigilància, per exemple per descobrir i visualitzar objectes o armes amagades. Aquest és un camp potencialment important en tant que alguns tipus de materials com els explosius plàstics només es poden detectar dintre del rang de la radiació T, que ofereix la possibilitat de combinar la identificació espectral amb la imatge. Tanmateix la utilització de la radiació T genera controvèrsia a causa de la invasió de la privadesa a causa de la seva capacitat d'obtenir imatges detallades del cos humà a través de la roba. Els seus defensors argumenten que és una tècnica menys intrusiva que l'escorcoll manual o despullar el sospitós.
- Utilitzacions científiques:
  - L'espectroscòpia de la radiació T pot aportar nova informació en química i bioquímica.
  - Recentment s'han desenvolupat mètodes d'espectroscòpia i tomografia en el camp de les radiacions T que s'han mostrat eficients per tal d'obtenir mesures i imatges de mostres que eren opaques a les radiacions de les zones visible i infraroig proper de l'espectre. Aquestes tècniques només són utilitzables quan la mostra a analitzar és molt prima o presenta una baixa absorbància, atès que és molt difícil diferenciar els canvis en el pols de la radiació T causats per la mostra dels produïts per les fluctuacions de la font de làser que proveeix la radiació. Tanmateix aquestes tècniques d'espectroscòpia i tomografia produeixen una radiació que és al mateix temps coherent i de banda ampla, per tant, les imatges que produeix poden contenir molta més informació que les imatges convencionals obtingudes amb una font d'una única freqüència.
  - Una de les utilitzacions bàsiques de les ones amb longitud d'ona per sota del mil·límetre és l'estudi de la matèria condensada sota camps magnètics forts, atès que per aquest tipus de camps (per sobre d'una 15 Tesles les freqüències de Larmor són a la banda de longituds d'ona inferiors al mil·límetre.
  - Un exemple d'utilització en astronomia és el projecte internacional ALMA (Atacama Large Millimeter Array).
- Comunicacions:
  - Les utilitzacions potencials serien en el camp de les telecomunicacions en altures on el vapor d'aigua provoca una absorció del senyal, serien les comunicacions entre avions i satèl·lits o entre satèl·lits.
- Indústria:
  - S'han proposat moltes possibles utilitzacions de les radiacions T basades en la seva utilització en sensors i per l'obtenció d'imatges, control de qualitat, monitoratge de processos de fabricació. Aquestes utilitzacions aprofitarien el fet que el cartró i el plàstic són transparents als reigs T fent possible la inspecció d'objectes embalats.